# M-13 (Spanje)

De M-13

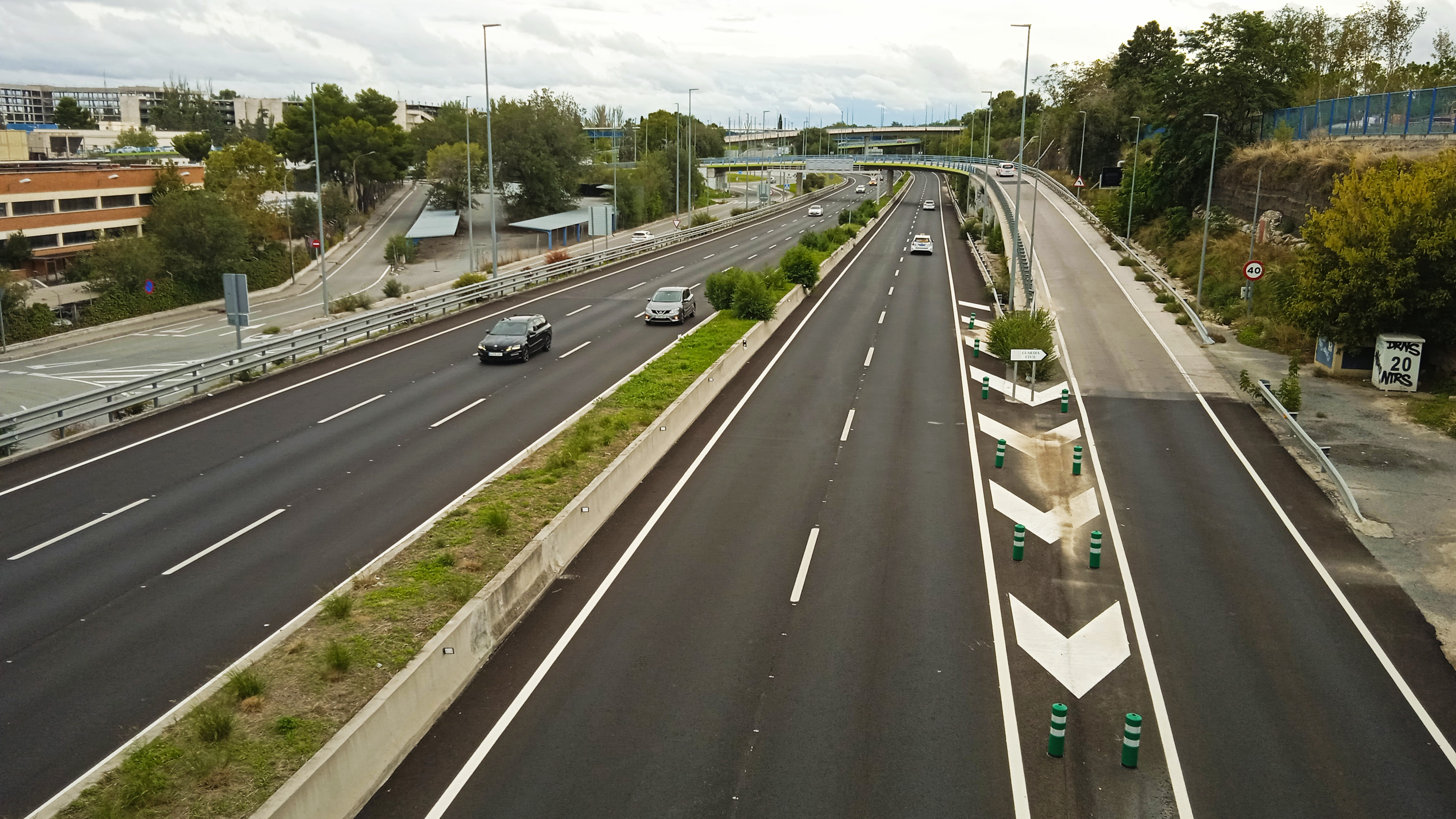
De M-13

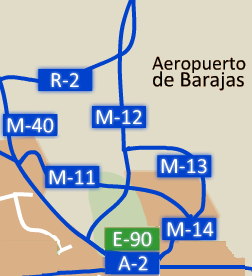
De M-13

De M-13 is een autopista in Madrid met een lengte van 4 kilometer. De snelweg vormt de verbinding tussen de M-12, M-14 en de luchthaven Madrid-Barajas. 